# الوكالة المغربية للطاقة المستدامة (المغرب)
تصدرت الوكالة المغربية للطاقة المستدامة، أول عملية جمع واسعة النطاق للطاقة الشمسية في الشرق الأوسط وشمال إفريقيا، وهي مبادرة تتوخى جعل الطاقة الشمسية ميسورة التكلفة، بحيث تقلل من اعتماد البلاد على واردات الكربون العالية.

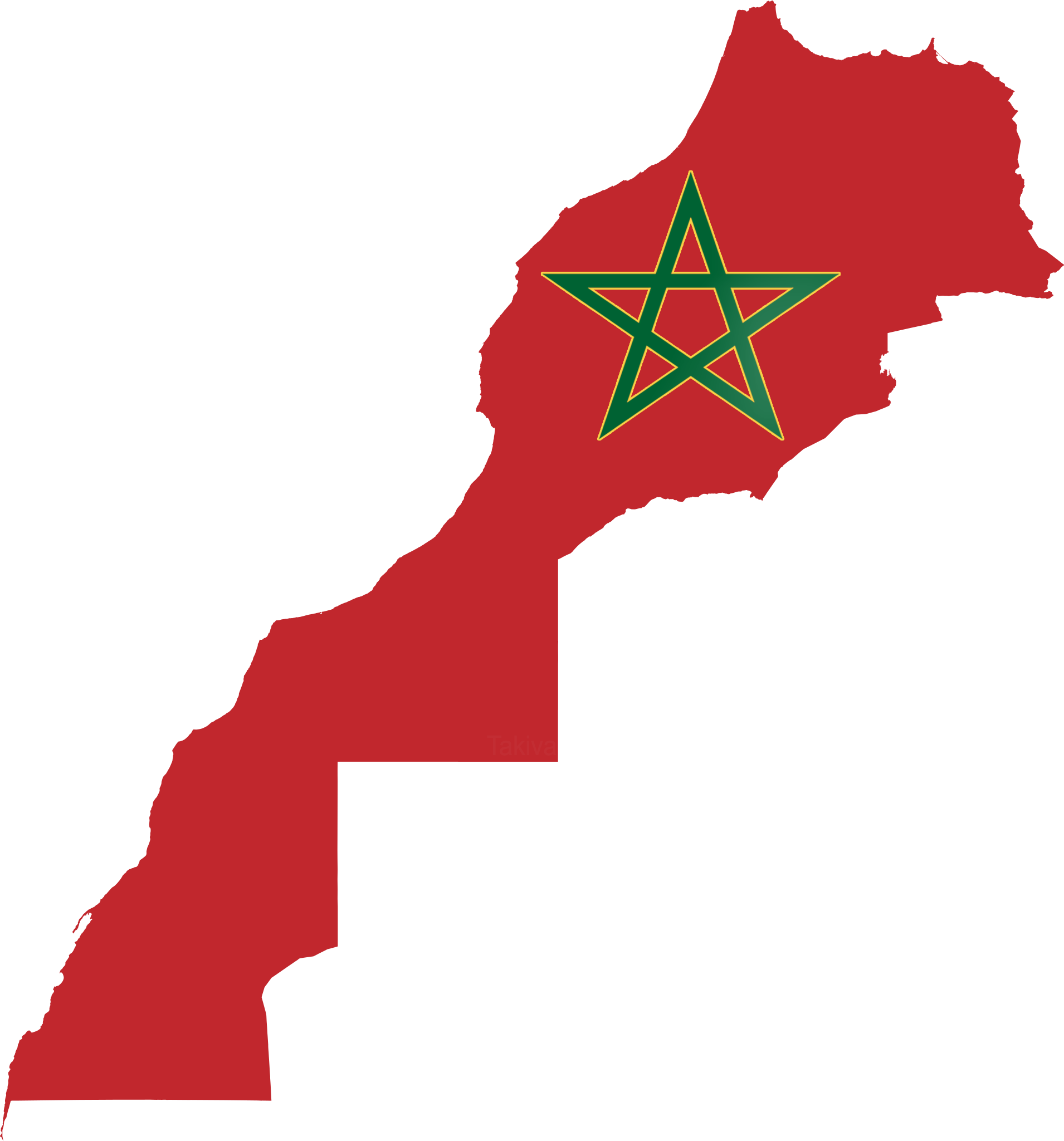

الوكالة المغربية للطاقة المستدامة، (وتسمى إختصاراً باسم مازن) هي مؤسسة عمومية في المغرب، وهي مسؤولة عن تسيير قطاع الطاقات المتجددة في المغرب.

## المهام
تقوم مهام مازن على ثلاثة محاور وهي:
- التطوير المندمج لمنشآت الطاقات المتجددة وفق أفضل المعايير الدولية
- المساهمة الفعالة في تطوير خبرة وطنية في مجال الطاقات المتجددة
- تحفيز حركية التنمية المحلية في المناطق التي تستضيف محطات التوليد وفقا لنموذج مستدام يشمل الجوانب الاجتماعيةوالاقتصادية والبيئية
- زيادة حصة الطاقات المتجددة في الاستهلاك الكهربائي الوطني.[7]

## أهداف استراتيجية
اعتمد المغرب منذ سنة 2009، بتوجيهات الملك محمد السادس استراتيجية طاقية، ترتكز أساسًا على تطوير الطاقات المتجددة والنجاعة الطاقية وكذا تعزيز الاندماج الإقليمي. وذلك من خلال الآليات الآتية:
- تقليل الاعتماد على الوقود الأحفوري في البلاد بحوالي 2.5 طن من النفط سنويا، وتثمين الموارد المتجددة، بحيث سيمكن البلد من تصدير الطاقة المتجددة إلى البلدان المجاورة.[9]
- توليد 3000 ميغاواط إضافية من طاقة توليد الكهرباء النظيفة بحلول عام 2020، و 6000 ميغاواط أخرى.
- تأمين 52 في المائة من مزيج الطاقة في البلاد من المصادر المتجددة بحلول عام 2030.
- تقاسم الخبرات من أجل تعزيز وتطوير الطاقة المتجددة في البلدان التي لديها الإمكانية على تسخير قوة الشمس.
- اندماج محلي ووطني وبيئي.
- تنمية محلية مستدامة من خلال تحسن الإطار الاجتماعي للسكان.

## نصوص تنظيمية
- ظهير شريف رقم 1.10.18 صادر في 26 من صفر 1431 ( 11 فبراير 2010 )، بتنفيذ القانون رقم 57.09 المحدثة بموجبه الشركة المسماة "الوكالة المغربية للطاقة الشمسية".[10]
- القانون رقم 13.09 المتعلق بالطاقات المتجددة، كما تم تعديله بالقانون رقم 58.15 الصادر بتنفيذه الظهير الشريف رقم 1.16.3 الصادر في فاتح ربيع الآخر 1437 )12 يناير 2016، الجريدة الرسمية رقم 6433 بتاريخ 14 ربيع الآخر 1437 25 يناير 2016.
- قانون رقم 19-40 المتمم والمغير للقانون رقم 09-13 المتعلق بالطاقات المتجددة والقانون رقم 15-48 المتعلق بضبط قطاع الكهرباء وإحداث الهيئة الوطنية لضبط الكهرباء.

## مشاريع الطاقات المتجددة
- نور بوجدور (1).[11]
  - المساحة : 60 هكتا را
  - القدرة الطاقية للمشروع : 20 ميغاواط
  - انبعاثات ثاني أكسيد الكربون المتفاداة : 23855 طن في السنة
  - سنة التشغيل : 2018
- نور العيون 1.[12]
  - المساحة : 240 هكتارا
  - انبعاثات ثاني أكسيد الكربون المتفاداة : 104300 طن في السنة
  - سنة التشغيل : 2018
- نور طانطان.[13]
  - مشروع طوره المكتب الوطني للكهرباء والماء الصالح للشّرب
- نور طاطا.[14]
  - مشروع طوره المكتب الوطني للكهرباء والماء الصالح للشّرب
- نور تارودانت.[15]
  - المساحة : 393 هكتار
- نور زاكورة.[16]
  - القدرة الطاقية للمشروع : 40 ميغاواط
  - سنة التشغيل : 2019
  - مشروع طوره المكتب الوطني للكهرباء والماء الصالح للشّرب
- نور ورزازات 1.[17]
  - المساحة : 480 هكتارا
  - القدرة الطاقية للمشروع : 160 ميغاواط
- نور أرفود.[16]
  - القدرة الطاقية للمشروع : 40 ميغاواط
  - سنة التشغيل : 2019
  - مشروع طوره المكتب الوطني للكهرباء والماء الصالح للشّرب
- نور ميدلت.[18]
  - المساحة : 939 هكتارا
  - القدرة الطاقية للمشروع : 800 ميغاواط
  - انبعاثات ثاني أكسيد الكربون المتفاداة : 675360 طن في السنة
  - سنة التشغيل : 2022
- نور قلعة السراغنة.
  - المساحة : 473 هكتار
- نور أبي الجعد.[19]
  - المساحة : 400 هكتارا
- نور بودنيب.[20]
  - مشروع طوره المكتب الوطني للكهرباء والماء الصالح للشّرب
- نور الخطاطبة.[16]
  - المساحة : 300هكتار
- نور بوعنان.[16]
  - مشروع طوره المكتب الوطني للكهرباء والماء الصالح للشّرب
- نور الحاجب.[21]
  - المساحة : 212 هكتارا
- نور ميسور.[22]
  - سنة التشغيل : 2019
  - مشروع طوره المكتب الوطني للكهرباء والماء الصالح للشّرب
- نور انجيل.[23]
  - مشروع طوره المكتب الوطني للكهرباء والماء الصالح للشّرب
- نور أوطاط الحاج.[23]
  - مشروع طوره المكتب الوطني للكهرباء والماء الصالح للشّرب
- نور جرسيف.[24]
  - المساحة : 400 هكتارا
- عين بني مطهر.[25][26]
  - المساحة : 160 هكتارا
  - القدرة الطاقية للمشروع : 20 ميغاواط
  - سنة التشغيل : 2010
  - مشروع طوره المكتب الوطني للكهرباء والماء الصالح للشّرب